# 普拉托尼夫卡 (諾索夫卡區)
50°49′13″N 31°39′11″E / 50.82028°N 31.65306°E
普拉托尼夫卡（烏克蘭語：Платонівка），是烏克蘭北部的村莊，隸屬切爾尼希夫州的尼任區。該村始建於1939年，面積0.01平方公里，海拔高度134米，2001年人口195。